# پر ماتیاس یشپرسن
پر ماتیاس یشپرسن (انگلیسی: Per Mathias Jespersen; ۲۹ مارس ۱۸۸۸ – ۱۳ ژوئیهٔ ۱۹۶۴) ژیمناست هنری اهل نروژ بود.